# ژان-پیر سر
ژان-پیِر سِر (به فرانسوی: Jean-Pierre Serre) (زاده ۱۵ سپتامبر ۱۹۲۶) ریاضی‌دان اهل فرانسه است. او در برخی از شاخه‌های ریاضی مانند هندسه جبری، جبر جابجایی و نظریه اعداد، فعالیت چشم‌گیری داشته‌است.

## زندگی علمی

### تحصیلات و حرفه
بعد از تحصیل در دبیرستان «نیم»، از سال ۱۹۴۵ تا ۱۹۴۸ در دانشسرای عالی پاریس مشغول به تحصیل شد و در سال ۱۹۵۱ درجه دکترایش را از سوربن گرفت. از سال ۱۹۴۸ تا ۱۹۵۴ در مرکز ملی تحقیقان ملی فرانسه در پاریس مشغول به تحقیق شد. سپس در سال ۱۹۵۶ در «کُلِژ دو فرانس» به مقام استادی رسید و تا سال ۱۹۹۴ که بازنشسته شد در همان مقام مشغول به کار بود.

### فعالیت‌های علمی
از سال‌های جوانی استعداد شاخصی در مکتب هانری کارتان بود و بر روی موضوعات توپولوژی جبری و آنالیز مختلط و همچنین هندسه جبری و جبر جابجایی با ابزارهای نظریه بافه‌ها و جبر همولوژی کار کرد. در سال ۱۹۵۴جایزه فیلدز دریافت کرد. او اولین ریاضی‌دان جبردان بود که موفق به دریافت این جایزه شد.
در سال‌های ۱۹۵۰ و ۶۰ همکاری‌های بسیار مثمر ثمری با الکساندر گروتندیک داشت. دو مقاله معروف او «بافه‌های جبری منسجم (FAC)» و «هندسه جبری و هندسه تحلیلی(GAGA)» حاصل کارهای او در این دوره است. در "FAC" حدسی دربارهٔ مدول‌های پروژکتیو زد که به حدس سر معروف شد و تا سال ۱۹۷۶ مسئله‌ای باز بود، که در آن سال توسط دانیل کوییلن و آندره سوسلین اثبات شد. کارهای سر از سال ۱۹۵۹ به بعد در زمینه‌های نظریه گروه‌ها و نظریه اعداد متمرکز شد.